# Haram
För andra betydelser, se Haram (olika betydelser).
Haram, "förbjudet", är ett uttryck inom islamisk rättslära (fiqh). Det används för att beskriva vad som är helt otillåtet för en muslim. Det kan vara mat (som griskött), drycker, kläder, språkbruk och annat. Motsatsen till haram är halal.
Haram uttrycks i Koranen på olika sätt. I texten kan själva ordet "haram" eller dess avledda ord användas. "Det förbjudna" kan markeras genom att säga att någonting är djävulens verk eller sysslor, till exempel vin och hasardspel eller genom att säga att "det är olagligt att göra någonting". Haram kan också identifieras genom bestämmelser om straff för ett visst handlande, då brott nämns tillsammans med straff, till exempel hudud. Haram indelas i två kategorier. Den första kategorin ( haram-li-dhatih) inkluderar allt som är förbjuden för sin egen skull, till exempel mord, ocker, stöld, äktenskapsbrott. Den andra kategorin ( haram-li-ghayrih) inkluderar handlingar som är förbjudna på grund av en bakomliggande orsak, till exempel förrätta salat i stulna kläder. Shirk, att sätta medgudar vid Guds sida, är den största och otillåtliga synden.

## Mat
I Koranen behandlas matregler i följande verser:
"MÄNNISKOR! Ät av det som jorden ger och som är tillåtet och hälsosamt, och följ inte i Djävulens spår; han är sannerligen er svurne fiende." (Koranen 2:168)
En hel del mat är haram: 
"Troende! Ät av de goda ting som Vi skänker er för ert uppehälle och tacka Gud, om det är Honom ni [vill] dyrka. Vad Han har förbjudit er är kött av självdöda djur, blod och svinkött och sådant som offrats åt en annan än Gud. Men den som [av hunger] tvingas [att äta sådant] - inte den som av trots överträder [förbuden] eller som går längre [än hungern driver honom] - begår ingen synd. Gud är ständigt förlåtande, barmhärtig." (Koranen 2:172-173)
Även i sunna behandlas mat och dryck och de olika rättsskolorna (madhhab) har specificerat ytterligare förbud. Några rättslärde betraktar till exempel fisk utan fjäll som förbjudet medan andra inte gör det. Ytterligare en matregel är förbudet att äta från soluppgång till solnedgång under fastemånaden ramadan.
Eftersom det är förbjudet att äta svin är även gelatin förbjudet vilket innebär att en del livsmedel som glass och godis kan vara haram.

## Alkoholdrycker och spel om pengar
Att dricka sig berusad och spela om pengar är syndigt:
"DE FRÅGAR dig om rusdrycker och spel om pengar. Säg: "Det ligger svår synd i bådadera men [också] något som kan vara människan till nytta. Det onda de medför är dock större än den nytta de kan ge." Och de frågar dig vad de bör ge åt andra. Säg: "Det som överstiger vars och ens behov." (Koranen 2:219) 
"TROENDE! Gå inte till bön om ni befinner er i omtöcknat tillstånd, [utan vänta] till dess ni vet vad ni säger..." (Koranen 4:43)
"TROENDE! Rusdrycker och spel om pengar, alla hedniska bruk och spådomskonst är ingenting annat än Djävulens skamliga påfund; håll er borta från allt sådant, för att det skall gå er väl i händer. Djävulen vill med hjälp av rusdrycker och spel om pengar framkalla fiendskap och hat mellan er och få er att glömma Gud och plikten att förrätta bönen. Vill ni inte upphöra [med allt detta]?" (Koranen 5:90-91) 

## Övrigt
Allt som fördunklar sinnena och tankeförmågan är haram. Tobaksrökning är av många ansett som haram eftersom det är skadligt och luktar illa. Man får inte be när man luktar illa. Djur som är uppväxta på kadavermjöl är haram. Det är haram att klä sig sexuellt utmanande, likväl äktenskap mellan män.